# بليموث فيليج
بليموث فيليج (بالإنجليزية: Plymouth Village, Kentucky)‏ هي مدينة تقع في مقاطعة جيفيرسون بولاية كنتاكي في وسط جنوب شرق الولايات المتحدة. تبلغ مساحة هذه المدينة 0.1 (كم²)، وترتفع عن سطح البحر 165 م، بلغ عدد سكانها 201 نسمة في عام 2000 حسب إحصاء مكتب تعداد الولايات المتحدة وتصل الكثافة السكانية فيها 2297.6 نسمة/كم2.

## التركيبة السكانية
حدّد مكتب تعداد الولايات المتحدة بيانات التركيبة السكانية لبليموث فيليج في تعداد الولايات المتحدة. في ما يلي، التركيبة السكانية حسب تعدادي 2000 و2010.

### تعداد عام 2000
بلغ عدد سكان بليموث فيليج 201 نسمة بحسب تعداد عام 2000، وبلغ عدد الأسر 105 أسرة وعدد العائلات 51 عائلة مقيمة في القرية. في حين سجلت الكثافة السكانية 2,010 نسمة لكل كيلومتر مربع (5,205.9/ميل2). وبلغ عدد الوحدات السكنية 111 وحدة بمتوسط كثافة قدره 1,110 لكل كيلومتر مربع (2,874.9/ميل2).
وتوزع التركيب العرقي للقرية بنسبة 97.01% من البيض و0.50% من الأعراق الأخرى و2.49% من عرقين مختلطين أو أكثر و2.99% من الهسبانيون أو اللاتينيون من أي عرق.
بلغ عدد الأسر 105 أسرة كانت نسبة 22.9% منها لديها أطفال تحت سن الثامنة عشر تعيش معهم، وبلغت نسبة الأزواج القاطنين مع بعضهم البعض 33.3% من أصل المجموع الكلي للأسر، ونسبة 13.3% من الأسر كان لديها معيلات من الإناث دون وجود شريك، بينما كانت نسبة 1.9% من الأسر لديها معيلون من الذكور دون وجود شريكة وكانت نسبة 51.4% من غير العائلات. تألفت نسبة 46.7% من أصل جميع الأسر من عدة أفراد يعيشون في نفس المنزل ونسبة 31.4% كانت تتألف من شخص يعيش بمفرده يبلغ من العمر 65 عاماً أو أكثر. وبلغ متوسط حجم الأسرة المعيشية 1.91، أما متوسط حجم العائلات فبلغ 2.67.
بلغ العمر الوسطي للسكان 46.3 عاماً. وكانت نسبة 19.4% من القاطنين تحت سن الثامنة عشر، وكانت نسبة 4% بين الثامنة عشر والرابعة والعشرين عاماً، ونسبة 25.4% كانت واقعةً في الفئة العمرية ما بين الخامسة والعشرين والرابعة والأربعين عاماً، ونسبة 16.9% كانت ما بين الخامسة والأربعين والرابعة والستين، ونسبة 34.3% كانت ضمن فئة الخامسة والستين عاماً فما فوق. يوجد لكل 100 أنثى 76.3 ذكر، ويوجد لكل 100 أنثى في الثامنة عشر من عمرها فما فوق 63.6 ذكر.
بلغ متوسط دخل الأسرة في القرية 41,750 دولارًا، أما متوسط دخل العائلة فبلغ 59,375 دولارًا. وكان متوسط دخل الذكور 60,000 دولارًا مقابل 40,000 دولارًا للإناث. وسجل دخل الفرد الخاص بالقرية 25,319 دولارًا. وكانت نسبة 9.3% من العائلات ونسبة 5.3% من السكان تحت خط الفقر، وكان من هؤلاء نسبة 9.8% تحت سن الثامنة عشر ونسبة 0% في الخامسة والستين من العمر وما فوق.

## وصلات خارجية
- The US50 - Cities and Towns in Kentucky State